# 维克托·米哈伊洛维奇·阿法纳西耶夫
维克托·米哈伊洛维奇·阿法纳西耶夫（俄語：Виктор Михайлович Афанасьев，1948年12月31日—），前苏联及俄罗斯宇航员。

## 生平

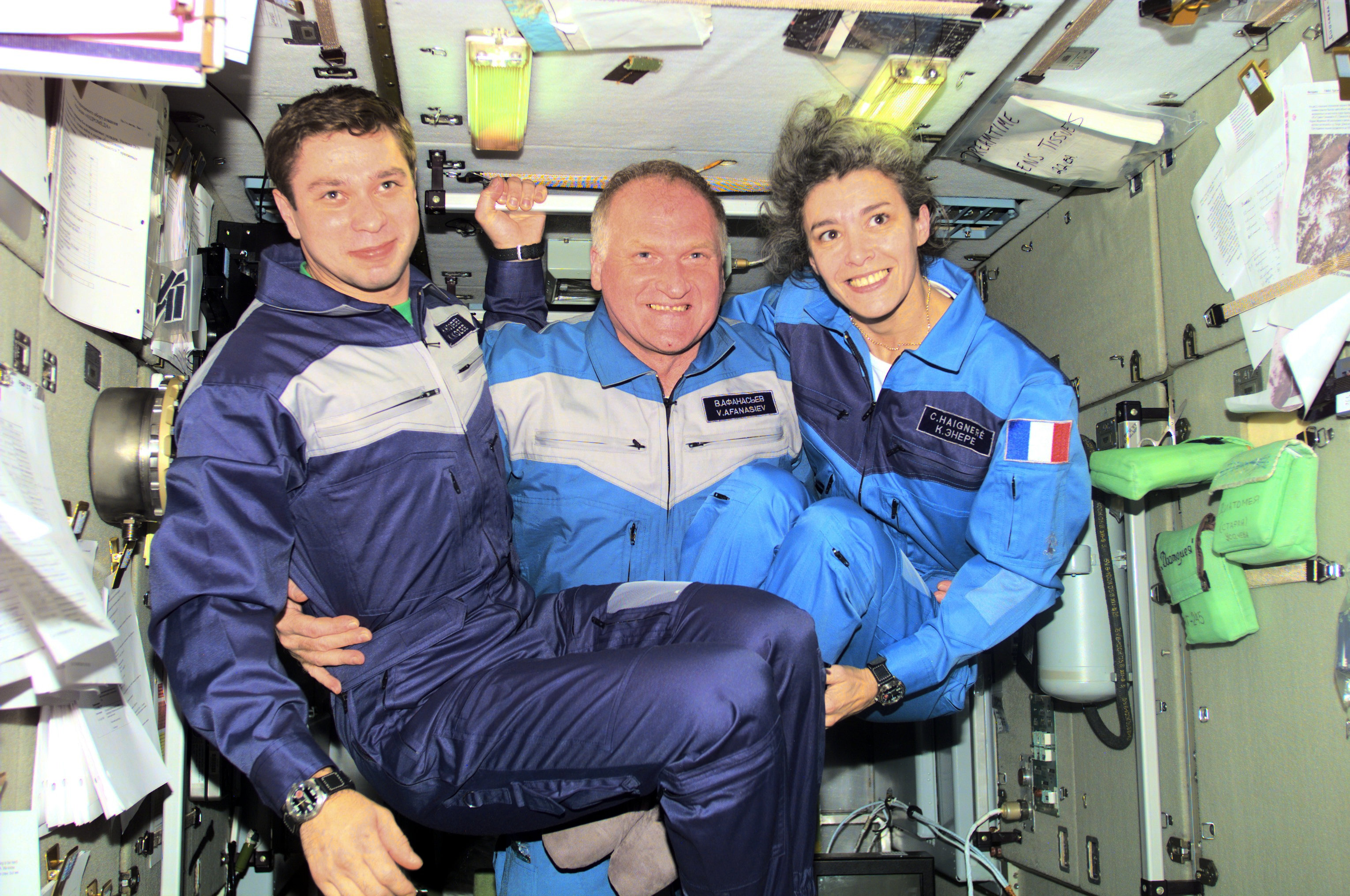
维克托·米哈伊洛维奇·阿法纳西耶夫与科泽耶夫以及克洛迪·艾涅尔在空间站上的合照

1948年12月31日生于苏联布良斯克州布良斯克的一个工人阶级家庭。1966年参加苏军，1971年加入苏联共产党。
1970年毕业于卡恰高等军事飞行员学校。1970年至1976年，在苏军驻德集群某战斗机航空团服役。1976年至1977年，在阿斯特拉罕州阿赫图宾斯克航空设备测试和试飞员培训中心接受训练，之后留在阿赫图宾斯克契卡洛夫国家空军科学测试研究所，担任试飞员。熟练掌握米格-15、米格-21、米格-23、苏-7、苏-17、雅克-28U等战斗机的操作。累计飞行时长超过2000小时。
1985年，入选“暴风雪”计划宇航员。1988年1月，入选和平号空间站计划宇航员。
1990年12月2日至1991年5月26日，他作为指令长，与飞行工程师马纳罗夫、日本人秋山丰宽乘坐联盟TM-11号飞船前往和平号空间站。期间，他和马纳罗夫进行了4次舱外任务。
1994年1月8日，他再次作为指令长，与乌萨切夫和波利亚科夫搭乘联盟TM-18升空，与和平号空间站对接，执行第15次远征任务，同年7月9日与乌萨切夫返回地球。
1999年2月20日，他与法国人让-皮埃尔·艾涅尔和斯洛伐克人伊万·贝拉搭乘联盟TM-29飞船与和平号空间站对接。期间进行了3次舱外任务。1999年8月28日，他与谢尔盖·阿夫杰耶夫和让-皮埃尔·艾涅尔乘坐联盟TM-29离开即将停用的和平号空间站。
2001年10月21日，他与科泽耶夫以及法国女性宇航员克洛迪·艾涅尔乘坐联盟TM-33飞往国际空间站执行任务。10月31日，他们乘坐联盟TM-32返回地球。
2006年，因年龄原因退役。居住在莫斯科州星城。

## 统计
| # | 发射载具  | 发射时间（UTC） | 对接空间站   | 着陆载具  | 着陆时间（UTC） | 时长总计          | 舱外活动次数 | 舱外活动时长 |
| - | --------- | --------------- | ------------ | --------- | --------------- | ----------------- | ------------ | ------------ |
| 1 | 联盟TM-11 | 1990年12月2日   | 和平号空间站 | 联盟TM-11 | 1991年5月26日   | 175天01小时50分钟 | 4            | 20小时16分钟 |
| 2 | 联盟TM-18 | 1994年1月8日    | 和平号空间站 | 联盟TM-18 | 1994年7月9日    | 182天0小时27分钟  | 0            | 0            |
| 3 | 联盟TM-29 | 1999年2月20日   | 和平号空间站 | 联盟TM-29 | 1999年8月28日   | 188天20小时16分钟 | 3            | 17小时50分钟 |
| 4 | 联盟TM-33 | 2001年10月21日  | 国际空间站   | 联盟TM-32 | 2001年10月31日  | 9天19小时59分钟   | 0            | 0            |
|   |           |                 |              |           |                 | 555天18小时32分钟 | 7            | 38时04分钟   |

太空行走统计
| #      | 日期（UTC）   | 同伴              | 持续时长     |
| ------ | ------------- | ----------------- | ------------ |
| 1      | 1991年1月7日  | 穆萨·马纳罗夫     | 5小时18分钟  |
| 2      | 1991年1月23日 | 穆萨·马纳罗夫     | 5小时33分钟  |
| 3      | 1991年1月26日 | 穆萨·马纳罗夫     | 6小时20分钟  |
| 4      | 1991年4月25日 | 穆萨·马纳罗夫     | 2小时25分钟  |
| 5      | 1999年4月16日 | 让-皮埃尔·艾涅尔  | 6小时19分钟  |
| 6      | 1999年7月23日 | 谢尔盖·阿夫杰耶夫 | 6小时7分钟   |
| 7      | 1999年7月28日 | 谢尔盖·阿夫杰耶夫 | 5小时22分钟  |
| 总时长 | 总时长        | 总时长            | 38小时04分钟 |

## 荣誉
- 蘇聯英雄（1991年5月26日）
- 列寧勳章（1991年5月26日）
- 二级祖国功勋勋章（2002年4月10日）
- 三级祖国功勋勋章（1999年11月22日）
- 个人英勇勋章（1994年8月18日）
- 三级在蘇聯武裝力量中為祖國服務勳章（1985年2月21日）
- 太空探索優異獎章（2011年4月12日）[7]
- 法國榮譽軍團勳章